# Ononamolo I Botomuzoi
Ononamolo I Botomuzoi is een bestuurslaag in het regentschap Nias van de provincie Noord-Sumatra, Indonesië. Ononamolo I Botomuzoi telt 1023 inwoners (volkstelling 2010).